# Leptoctenopsis calexaria
Leptoctenopsis calexaria là một loài bướm đêm trong họ Geometridae.